# Kloster der Franziskanerinnen von Maria Stern

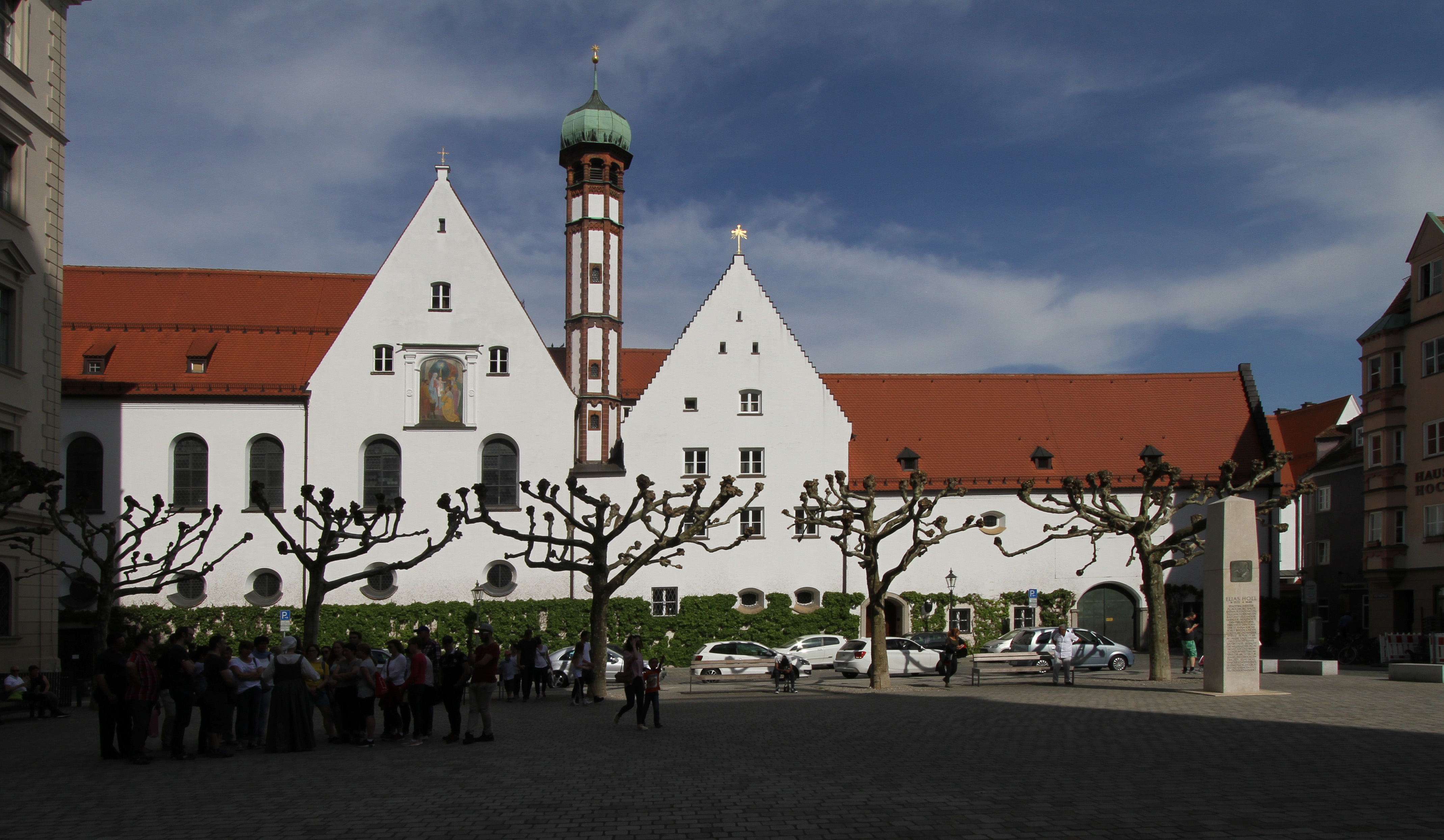
Die Klosterfassade vom Elias-Holl-Platz gesehen

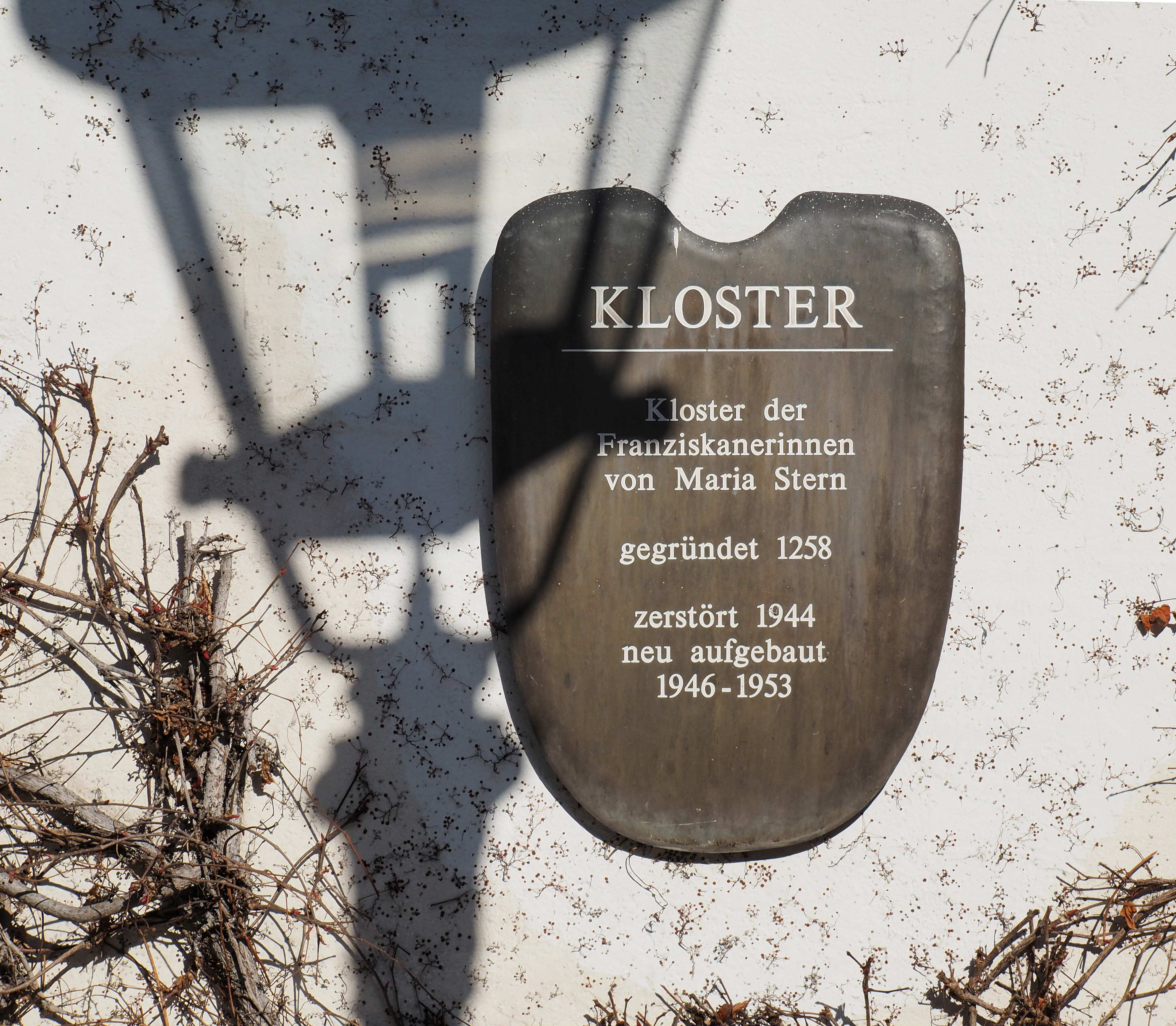
Eingangsschild

Im Innern der Klosterkirche

Das Kloster der Franziskanerinnen von Maria Stern ist ein denkmalgeschütztes Kloster von franziskanischen Terziarinnen, den Franziskanerinnen von Maria Stern, in der Altstadt von Augsburg.

## Lage
Das Kloster Maria Stern befindet sich zwischen der Sterngasse, die den Elias-Holl-Platz nach Osten begrenzt, und dem Mittleren Lech. Der Vordere Lech fließt unterirdisch unter dem Kloster hindurch.

## Geschichte
Das Kloster wurde 1258 von zwei Augsburger Bürgerstöchtern mit dem Namen Canione gegründet. Baumeister Johannes Holl, der Vater von Elias Holl, schuf von 1574 bis 1576 die den hl. Anna und Elisabeth geweihte Klosterkirche, deren Zwiebelturm von Augsburg ausgehend weite Verbreitung fand.
Das Kloster wurde 1802 im Zuge der Säkularisation in Bayern aufgelöst.  Am 1. November 1828 wurde es von König Ludwig I. von Bayern wiedererrichtet und besteht bis heute. Im 19. Jahrhundert baute die Kongregation der Franziskanerinnen von Maria Stern in fast allen Teilen Bayerns, vor allem in Schwaben und Unterfranken, zahlreiche Tochtergründungen auf, die sich dem Mädchenunterricht, der Krankenpflege, der Altenpflege, der Waisenerziehung, vor allem auch der Vorschulerziehung in sogenannten Kinderbewahranstalten widmeten. In Augsburg ist eine solche Filiale das Kloster St. Elisabeth im Augsburger Domviertel.
Die Stallungen der Herberge blieben bis zum Zweiten Weltkrieg erhalten. In der Augsburger Bombennacht vom 25. auf den 26. Februar 1944 brannte das Kloster nahezu vollständig aus. Kirche und Turm dagegen überstanden den Bombenangriff. Von 1946 bis 1953 erfolgte der Wiederaufbau des Klosters.